# Ameliomyia zexmeniae
Ameliomyia zexmeniae är en tvåvingeart som beskrevs av Edwin Möhn 1960. Ameliomyia zexmeniae ingår i släktet Ameliomyia och familjen gallmyggor.
Artens utbredningsområde är El Salvador. Inga underarter finns listade i Catalogue of Life.